# 皮埃特羅·博塞利
皮埃特羅·博塞利（Pietro Boselli，1988年3月12日—）是義大利的一位工程師。他曾在倫敦大學學院教授數學，並且也是一位模特。因相貌英俊而在網路上爆紅，被封為世界最性感數學教師。